# Leucobrephos middendorfii
Leucobrephos middendorfii is een vlinder uit de familie spanners (Geometridae). De wetenschappelijke naam is voor het eerst geldig gepubliceerd in 1858 door Menetries.
De soort komt voor in Europa.